# باب بنت (شناگر)
باب بنت (به انگلیسی: Bob Bennett) (زادهٔ ۲۳ مهٔ ۱۹۴۳) شناگر اهل ایالات متحده آمریکا است.